# TBC 뉴스 (1010)
《TBC 뉴스 (1010)》는 TBC TV에서 매주 평일 오전 10시 15분에 방송 중인 대구 경북 지역 뉴스 프로그램이다.

## 방송 시간
| 방송 채널 | 방송 기간                          | 방송 시간                                   |
| --------- | ---------------------------------- | ------------------------------------------- |
| TBC TV    | 1995년 5월 15일 ~ 1996년 3월 2일   | 월요일 ~ 토요일 오전 9시 50분 ~ 10시 (10분) |
| TBC TV    | 1996년 3월 4일 ~ 1998년 1월 2일    | 평일 오전 11시 30분 ~ 11시 40분 (10분)      |
| TBC TV    | 1998년 1월 5일 ~ 2003년 10월 31일  | 평일 오전 10시 50분 ~ 11시 (10분)           |
| TBC TV    | 2003년 11월 3일 ~ 2005년 4월 22일  | 평일 오전 10시 50분 ~ 11시 10분 (20분)      |
| TBC TV    | 2005년 4월 25일 ~ 2006년 3월 24일  | 평일 오전 11시 10분 ~ 11시 30분 (20분       |
| TBC TV    | 2006년 3월 27일 ~ 2008년 1월 11일  | 평일 오전 11시 40분 ~ 낮 12시 (20분)        |
| TBC TV    | 2014년 9월 1일 ~ 2014년 10월 24일  | 평일 오전 11시 40분 ~ 낮 12시 (20분)        |
| TBC TV    | 2008년 1월 14일 ~ 2008년 11월 28일 | 평일 낮 12시 5분 ~ 12시 25분 (20분)         |
| TBC TV    | 2008년 12월 1일 ~ 2009년 4월 24일  | 평일 낮 12시 10분 ~ 12시 30분 (20분)        |
| TBC TV    | 2009년 10월 5일 ~ 2014년 8월 29일  | 평일 낮 12시 10분 ~ 12시 30분 (20분)        |
| TBC TV    | 2009년 4월 27일 ~ 2009년 10월 1일  | 평일 낮 12시 40분 ~ 오후 1시 (20분)         |
| TBC TV    | 2014년 10월 27일 ~ 2015년 7월 3일  | 평일 낮 12시 45분 ~ 오후 1시 (15분)         |
| TBC TV    | 2015년 11월 23일 ~ 2016년 2월 12일 | 평일 낮 12시 45분 ~ 오후 1시 (15분)         |
| TBC TV    | 2015년 7월 6일 ~ 2015년 11월 20일  | 평일 낮 12시 50분 ~ 오후 1시 5분 (15분)     |
| TBC TV    | 2016년 2월 15일 ~ 2019년 2월 15일  | 평일 오전 10시 45분 ~ 11시 (15분)           |
| TBC TV    | 2019년 2월 18일 ~ 2021년 10월 1일  | 평일 오전 10시 10분 ~ 10시 30분 (20분)      |
| TBC TV    | 2021년 10월 4일 ~ 현재             | 평일 오전 10시 15분 ~ 오전 10시 30분 (15분) |

## 앵커
| 대수 | 진행자          | 진행 기간                         | 비고 |
| ---- | --------------- | --------------------------------- | ---- |
| 1대  | 김선희 아나운서 | 일자 미상 ~ 2023년 10월 27일      |      |
| 2대  | 이혜주 아나운서 | 2023년 10월 30일 ~ 2025년 4월 4일 |      |
| 3대  | 김명미 아나운서 | 2025년 4월 7일 ~ 현재             |      |

## 한국 수어 통역사
- 류정은 수어사 (여성)
- 하승미 수어사 (여성)

## 결방
- 2023년 12월 25일 : 《경북의대 100주년 특집 나의 백년 이야기》 편성으로 인해 결방
- 2024년 2월 12일 : 《특집 다큐 대구 근대 건축의 발견 (재방송)》 편성으로 인해 결방
- 2024년 2월 20일 : SBS TV 《중계 방송 국회 교섭 단체 대표 연설 - 더불어민주당》 편성으로 인해 결방
- 2024년 2월 21일 : SBS TV 《중계 방송 국회 교섭 단체 대표 연설 - 국민의힘》 편성으로 인해 결방
- 2024년 2월 22일 : SBS TV 《중계 방송 제22대 국회의원 선거 공직 선거 정책 토론회》 편성으로 인해 결방

## 타이틀 변천사
현재 타이틀은 1995년 5월 15일을 기준으로 한다.
| 기수 | 프로그램 타이틀 | 방송 기간              |
| ---- | --------------- | ---------------------- |
| 1기  | TBC 뉴스        | 1995년 5월 15일 ~ 현재 |

## 경쟁 프로그램
- KBS 뉴스 930 대구·경북 (KBS 대구 1TV, KBS 포항 1TV, KBS 안동 1TV)
- 930 MBC 뉴스 대구·경북 (대구MBC TV)
- 930 MBC 뉴스 포항 (포항MBC TV)